# 강승미
강승미(1969년 2월 4일 ~ 1993년 4월 20일~)은 대한민국의 배우였다.

## 생애
- 강승미는 1969년 2월 4일 서울특별시에서 태어나 동국대학교 전산학과를 졸업했다.
- 대학 시절 명동의 한 미용실에 갔다가 강승미의 외모 반한 원장이 패션모델을 적극 권유했다.
- 1987년 미원 cf모델을 시작으로 코카콜라, 앙드레김 쇼에서 모델로 활동했고, KBS 가정저널 리포터등으로 활동영역을 넓혔다.
- 강승미는 배우로서의 꿈을 키웠다.
- 여러 영화사에서 출연교섭이 들어왔지만 선뜻 출연을 결정하지 못했다. 그러다 1991년 9월, 이영실 감독이 연출한 에로미스터리물 그대 품에 아카시아 향기와 인연이 닿는다.
- 이 감독은 주연 배우를 뽑기 위해 무려 2천여 명 배우, 탤런트, 모델 등을 검토했다고 한다. 이중 약 50명을 선발해 카메라 테스트까지 했지만 이 감독의 눈에 차지 않았다.
- 이 감독은 언론인터뷰에서 "극중 인물 임영아의 성격이 외적으로는 화려하면서도 내적으로 암울한 이미지여서 캐스팅에 상당히 애를 맞았는데, (강승미)의 섹시하면서도 이지적인 이미지가 맘에 들었다"며 만족감을 드러냈다.
- 강승미 키는 167cm, 42kg 33-24-33의 육감적인 몸매를 자랑하고 있었다.
- 그러나 1993년 강승미는 불의의 교통사고로 당해 25세 나이에 요절했다. 당시 사고에 대한 자세한 내용은 있지 않다.
- 이렇게 세상을 떠나면서 강승미는 '비운의 애마부인'으로 남았다.

## 학력
- 동국대학교 전산학과 (졸업)

## 영화
- 1993년 그대 품에 아카시아 향기 - 임영아 역

- 1992년 애마부인 7 -7대 애마 역
- 1992년 깡깡69 - 주연 역